# Pancho González
Ricardo »Pancho« Alonso González (tudi Richard Gonzales), ameriški tenisač, * 9. maj 1928, Los Angeles, ZDA, † 3. julij 1995, Los Angeles.
Pancho González je v letih 1948 in 1949 osvojil Nacionalno prvenstvo ZDA v posamični konkurenci, v finalih je premagal Erica Sturgessa in Teda Schroederja. Na turnirjih za Odprto prvenstvo Francije se je najdlje uvrstil v polfinale v letih 1949 in 1968, na turnirjih za Odprto prvenstvo Anglije v četrti krog v letih 1949 in 1969, na turnirjih za Odprto prvenstvo Avstralije pa v tretji krog leta 1969. Med letoma 1950 in 1967 je sodeloval na ločenih profesionalnih turnirjih Pro Slam, kjer je dosegel 15 naslovov in še sedem uvrstitev v finale. Leta 1949 je bil član zmagovite ameriške reprezentance v Davisovem pokalu. Leta 1968 je bil sprejet v Mednarodni teniški hram slavnih.

## Finali Grand Slamov

### Posamično (2)

#### Porazi (2)
| Leto | Turnir                       | Nasprotnik v finalu | Rezultat finala           |
| 1948 | Nacionalno prvenstvo ZDA     | Eric Sturgess       | 6–2, 6–3, 14–12           |
| 1949 | Nacionalno prvenstvo ZDA (2) | Ted Schroeder       | 16–18, 2–6, 6–1, 6–2, 6–4 |